# کنت (اوهایو)
کنت(به انگلیسی: Kent) شهری در ایالت اوهایو کشور ایالات متحده آمریکا است که جمعیت آن در سرشماری سال ۲۰۱۹ میلادی، ۲۹٬۹۰۴ نفر بوده‌است. عمده شهرت این شهر به دلیل قرار گیری دانشگاه ایالتی کنت در آن است.